# Bi Kidude
Bi Kidude, pseudonimo di Fatuma binti Baraka (Mfagimaringo, 1910 – Zanzibar, 17 aprile 2013), è stata una cantante tanzaniana di musica taarab. Attiva fin verso i 95  anni d'età, era considerata un'icona della musica taarab e swahili in generale, e la diretta erede di Siti binti Saad, la fondatrice del genere, con cui Bi Kidude collaborò nei primi decenni del XX secolo. Oltre che al taarab, Kidude si è dedicata nel tempo a diversi altri generi musicali tradizionali di Zanzibar, della Tanzania e dell'Africa orientale, inclusi lo unyago, il msondo, la muziki wa dansi e persino la variante zanzibari dell'hip hop, lo zenji flava.

## Biografia
Bi Kidude (in italiano nonnina) nacque nel villaggio di Mfagimaringo nel Sultanato di Zanzibar (oggi omonima regione della Tanzania), dalla famiglia di un venditore di cocco. Negli anni venti fu reclutata da un circolo culturale che promuoveva la medicina tradizionale e la musica tradizionale di Zanzibar, come cantante di musica kidumbaki (una versione semplificata dal taraab) e ngoma (un altro genere tradizionale tanzaniano, basato sulla ritmica; ngoma significa "tamburo").
Negli anni trenta entrò nell'orchestra taarab della leggendaria Siti binti Saad, di cui Bi Kidude divenne allieva prediletta. In seguito fondò una propria orchestra taarab con cui suonò in gran parte dell'Africa orientale, per stabilirsi infine a Stone Town e ritirarsi per qualche tempo dalla scena musicale. Negli anni ottanta, sulla scia di un generale movimento di riscoperta della tradizione swahili, Kidude tornò a calcare le scene, esibendosi con diverse orchestre, fra cui la Shikamoo Jazz Band i Twinkling Stars di Mohammed Ilyas e il Culture Musical Club.
Per la prima volta in questo periodo Kidude giunse ad acquisire una visibilità internazionale, inserendosi nel nuovo panorama della world music e arrivando a fare tour in tutta Europa e persino in Giappone. Nel 2004, dopo quasi un secolo di carriera, ha inciso il proprio primo album, Zanzibar. Nel 2006 è stato realizzato da Screen Station Productions un documentario sulla sua vita, As Old As My Tongue, e nel 2009 è stata pubblicata la sua biografia, Bi Kidude: Tales of a Living Legend.

## Discografia
- Zanzibar (2004)
- Machozi ya Huba